# Ooperipatus oviparus
Ooperipatus oviparus är en klomaskart som först beskrevs av Arthur Dendy 1896.  Ooperipatus oviparus ingår i släktet Ooperipatus och familjen Peripatopsidae. Inga underarter finns listade i Catalogue of Life.